# Paión z Mendé

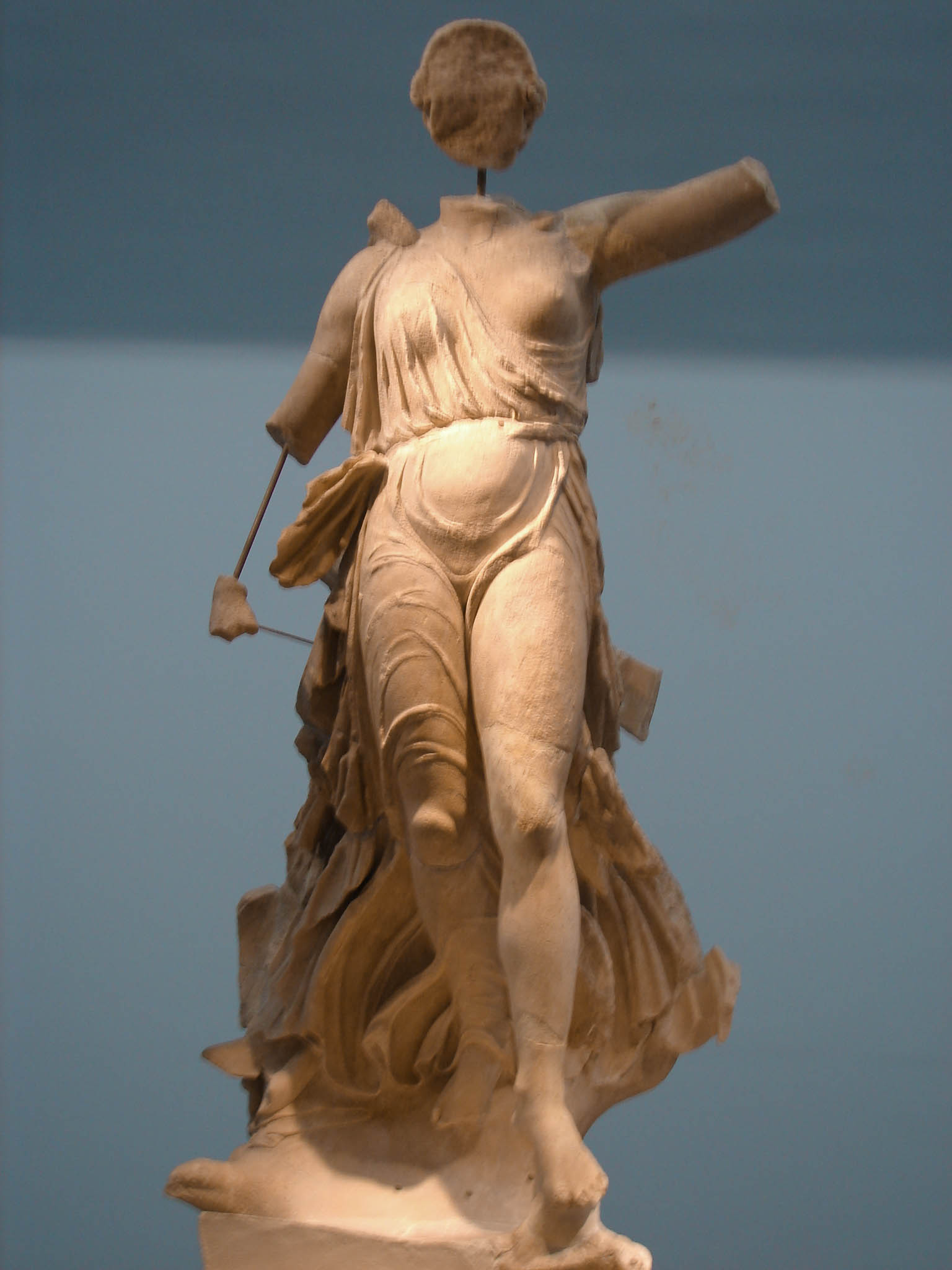
Nejslavnější zachované autorovo dílo, mramorová Niké z Olympie

Paión z Mendé či též Paiónios, řecky Παιώνιος, byl starořecký sochař z 5. století př. n. l. Pocházel z města Mendé v Thrákii, jinak o jeho životě není nic bližšího známo.

## Díla
Uvádí se tři jeho hlavní díla. Současníci nejvíce cenili bronzovou pozlacenou Niké, jež byla umístěna na vrcholu východního štítu Diova chrámu v Olympii. Socha se však nezachovala.
Druhým slavným Paiónovým dílem byla Niké z parského mramoru, jejíž obě poloviny byly objeveny při vykopávkách německých archeologů v Olympii 20. a 21. prosince 1875. Později byly objeveny na různých místech ještě další úlomky. Hlavě sochy schází obličej a krk, avšak podařilo se objevit pozdější kopii této hlavy, takže máme o podobě sochy velmi jasné představy. Socha se nyní nalézá v Syngreiu v Olympii. Původně stála 32 metrů jihovýchodně od jihovýchodního rohu Diova chrámu, patrně obrácená k cestě, po níž se ubírala procesí k Diovu oltáři. Mramorový sokl měl výšku asi 9 metrů, celek měl tedy výšku skoro 12 metrů. Dle nápisu na soklu byla socha pořízena z válečné kořisti Messénských a Naupaktských, z čehož historikové usuzují, že socha vznikla okolo roku 420 př. n. l. Kr., neboť je míněna zřejmě kořist, kterou získali Messénští a Naupaktští po porážce Sparťanů na ostrově Sfaktérii roku 421 př. n. l.
Ottův slovník naučný sochu popisoval takto: "Bohyně zobrazena jest plným letem dolů se snášejíc. Peruti nejsou stejně vztyčeny, levá peruť stojí výše než pravá a také tělo stojí poněkud šikmo, jako to bývá u ptáka, jenž za určitým cílem k zemi slétá. Slet bohyně podporuje široký plášť, jejž Niké drží roztažený oběma rukama a jenž jako mohutná plachta vzhůru a nazad se vzdouvá. Proti tomuto pozadí, jež mělo barvu purpurovou, šlehá vítr záhyby dórského chitónu s přepásaným apoptygmatem, tak že z tohoto rámce vystupuje mladistvá postava bohyně v plné plastice. Pohled bohyně obrácen jest dolů, hlava jest lehce k pravému rameni nakloněna. Orel, jenž vylétá z kamene spojujícího roucho bohyně s plinthou, označuje vzduch, jimž Niké prolétá, a upomíná také na to, že Niké jest poselkyní Zevovou. Velikolepostí invence a virtuositou techniky socha jest dílem uměleckým prvního řádu. Motiv vlastně malířství náležející podán jest zde po prvé v plastice způsobem, jenž zůstal pak za doby pozdější přímo kanonickým. V jednotlivostech arci nedosahuje Niké jasnosti a přesnosti nejlepších výtvorů umění attického."
I třetí nejslavnější Paiónovo dílo byla socha Niké, vlastně replika výše uvedené sochy olympské. Nacházela se v Delfách, kde se však zachoval jen podstavec a části věnovacího nápisu.
Pausanias uvádí, že Paión byl též tvůrcem celého východního štítu Diova chrámu v Olympii, ovšem mnohé odborníky zaráží slohová vzdálenost mezi štítem a ostatními Paiónovými pracemi. Autorství je tedy sporné.